# Золотистый хомячок
Золотистый хомячок (Ochrotomys nuttalli) — вид монотипического рода из подсемейства неотомовых хомяков (Neotominae). Обычно это 5-8 дюймов (12-25 см) в длину тела и имеет мягкий мех от золотисто-коричневого до ярко-оранжевого цвета. Название рода происходит от греческих слов «ochro», желтый или коричневый пигмент земли, и «mys», что означает «мышь».

## Географическое распространение
Золотистый хомячок живёт и размножается на юго-востоке США, в том числе от юго-востока Миссури до Западной Вирджинии и от юга Вирджинии до восточного Техаса, побережья Мексиканского залива и центральной Флориды. Золотистый хомячок в настоящее время рассматривается как вид с популяцией, находящейся в безопасности, которая не сильно фрагментирована по всему ареалу.

## Места обитания
Золотистые хомячки живут в густых лесах, болотах, среди лиан, а также на небольших деревьях и кустарниках. Этот вид предпочитает мета обитания, где произрастают жимолости, смилакс и можжевельник виргинский. Золотистые хомячки в центре южного региона США обитают в жарком и влажном климате летом и сухом зимой.
Их гнезда могут располагаться на деревьях или на земле. Наземные гнезда, часто расположенные рядом среди лесной подстилки, часто располагаются под валежником. Наземные гнезда имеют как достоинства, так и недостатки. Наводнения или влажная почва могут заставить золотистых хомячков покинуть свои наземные гнезда и переселиться на деревья. Однако, если наземное гнездо не потревожено, это может снизить риск нападения хищников по следующим причинам: гнездо хорошо спрятано, мышь на земле с большей вероятностью ускользнет от хищника, и для постройки гнезда на земле требуется меньше энергии, поскольку хомячку не нужно постоянно бегать вверх и вниз по дереву с материалами для строительства гнезда.
Известно, что золотистые хомячки переделывают старые птичьи гнезда в собственные гнёзда. В других случаях эти зверьки строят гнездо размером от 100 до 200 мм заново, используя разные материалы, в зависимости от того, что доступно в данном месте.
Внутренняя выстилка гнезда состоит из мягких материалов, таких как ваточник, хлопок, перья или шерсть. Этот мягкий, пушистый слой окружен толстым слоем прочных волокон. Материалом внешней, защитной поверхности служат листья, стебли злаков и кусочки коры. Гнездо обычно имеет один вход, хотя большее их число тоже было отмечено.

## Описание
Длина тела золотистого хомячка от 50 до 115 мм. Цепкий хвост составляет от 50 до 97 мм в длину, как правило, такой же длины, как и тело хомячка. У самцов золотистых хомячков есть палочка с хрящом на конце. У самок шесть мамочек. Вибриссы черные или серые. Золотистые хомячки получили свое общее название из-за густого и мягкого золотистого меха, покрывающего верхнюю часть тела. Однако лапы и брюшко белые, а хвост кремового цвета. Коренные зубы золотистых хомячков содержат толстые складки эмали. Как и у других видов Muroidea, у золотистых мышей есть подглазничное отверстие. Ни клыков, ни премоляров нет. Резцы острые и длинные, отделены от щечных зубов диасистемой.
Гектографическая изменчивость проявляется в количестве желтоватого, красноватого и коричневатого оттенков в окраски спины. Описано около пяти подвидов; тем не менее, все они, скорее всего, являются представителями одной региональной группы, а не отдельных популяций. Популяции с атлантических прибрежных равнин Вирджинии, Каролины и Джорджии (O. n. nuttalli) несколько ярче (более красновато-желтые); популяции из Пьемонта и горных районов на западе (O. n. aureolis) несколько более коричневатые; популяции из Техаса, северной Луизианы, Арканзаса, Миссури и Иллинойса (O. n. lisae и O. n. flammeus) имеют более желтоватый оттенок; популяции с полуострова Флорида (O. n. floridanus) имеют насыщенный желтовато-коричневый цвет.
Из-за своего привлекательного цвета золотистые хомячки часто упоминаются в американской детской литературе, например книга «Poppy».

## Питание
Золотистые хомячки зерноядны и питаются, в основном, семенами. Они собирают на деревьях почки, ягоды, семена, фрукты, листья, иногда едят некоторых насекомых. Предпочитают семена сумаха и жимолости. Они также потребляют ягоды таких растений, как кизил, смилакс, ежевика и черёмуха поздняя.

## Размножение
Золотистые хомячки размножаются круглый год; однако время и продолжительность репродуктивного сезона варьирует географически. Большинство золотистых хомячков размножаются с сентября до весны в Техасе, но с марта по октябрь в Кентукки и Теннесси. Период размножения в Миссури также длится с весны до осени и длится с апреля по октябрь. Золотистые хомячки в неволе размножаются чаще всего ранней весной и в конце лета. Поскольку период беременности составляет всего от 25 до 30 дней, самки могут принести несколько помётов за один год. Осенью помёты обычно больше, чем весной. Известно, что содержащиеся в неволе самки производят до 17 помётов за 18-месячный период. Выводок золотистых хомячков обычно состоит из двух или трёх детёнышей, но может быть от одного до четырёх. Все взрослые особи, кроме матери, покидают гнездо после рождения выводка. Новорожденные золотистые хомячки быстро растут и развиваются и способны обретать независимость к трехнедельному возрасту, а половая зрелость наступает в течение нескольких недель.

## Поведение
Золотистый хомячок, в основном, ведёт ночной, сумеречный и древесный образ жизни, хотя многие из них также живут на земле. Его пиковая активность приходится на 3-4 часа до рассвета. Золотистые хомячки двигаются быстро и легко и могут использовать свои цепкие хвосты для равновесия при лазании по деревьям, висеть на ветвях и закрепляться на ветке дерева во время сна.
Новорожденные золотистые хомячки обычно спокойно остаются на одном месте. В 1 день они могут делать свои первые шаги и легко возвращаться. Их способность цепляться хвостом становится очевидной через 2 дня, а через 4 дня они проявляют чувство равновесия и способны балансировать и висеть вверх ногами. В 10 дней молодые золотистые хомячки демонстрируют тенденцию ползать вверх, а в 15 дней они могут прыгать. На 17-й и 18-й дни молодые хомячки становятся еще более активными, но при этом остаются послушными, когда их держат в руке. Первые попытки «умывания» наблюдались через 7 дней, а через 12 дней молодые золотистые хомячки пытаются мыть лапами за ушами, но они все еще относительно неустойчивы. В период от 12 до 21 дня новорожденные золотистые хомячки часто и тщательно умываютя. В 21 день значительное количество времени проводилось вне гнезда. После рождения, если их трогать каждые несколько дней после того, как их глаза открылись, молодые золотистые мыши становятся более ручными, и с ними легко справиться в течение своей взрослой жизни. Если с молодыми золотистыми мышами не обращаться часто в этот период, они, скорее всего, станут дикими, и с ними будет трудно справиться.
Золотистый хомячок — существо социальное и не особенно территориальное. В результате индивидуальные участки многих особей могут перекрываться. Фактически, одновременно было обнаружено до восьми золотистых хомячков, живущих в одном гнезде. Группы могут состоять из родственников или не связанных родством особей. Чаще всего группы состоят из матерей и их детенышей. Многие ученые предполагают, что жизнь в группах позволяет экономить энергию. Эта идея подтверждается наблюдением, что золотистые хомячки чаще встречаются группами зимой, когда такое группирование дает явный терморегуляционный эффект. Золотистые хомячки имеют низкий уровень основного обмена и высокие теплопотери. Золотистые хомячки обычно строят два разных типа гнезд: одно для еды, другое для отдыха и проживания.